# Purim
La festività ebraica di Purim (in ebraico פורים‎?, "Sorti") cade il giorno 14 del mese ebraico di Adar.
Ricorda eventi narrati nella Meghillà di Estèr, avvenimenti che risalgono al V secolo a.C..
A Gerusalemme, a Susa (capitale della Persia) e nelle città cinte da mura ai tempi di Giosuè, la festa durava 2 giorni e si concludeva probabilmente al tramonto del 15 di Adar.
Il digiuno del giorno precedente ricorda quello fatto da Ester e Mardocheo per invocare l'aiuto del Dio d'Israele nel far cambiare idea al Re Assuero, quando il perfido Amàn, consigliere del Re di Persia Assuero (Serse I), tramando per liberarsi degli Ebrei, con l'autorità conferità dall'anello con il sigillo reale che ricevette dal Gran Re emise un decreto atto a ucciderli tutti. La moglie del Re, Ester, riuscì a ribaltare le sorti e a salvare il popolo ebraico residente nei territori della Persia.
Questo digiuno viene quindi chiamato digiuno di Ester e dura dall'alba fin dopo tramonto, a sera inoltrata.

## Significato
Storicamente, il popolo ebraico ha affrontato molte delle guerre e dei rischi di guerra con un digiuno. Lo scopo stesso del digiuno di Ester precedente alla ricorrenza è invocare il soccorso dell'Eterno, il Dio d'Israele, umiliandosi davanti a Lui che con mano potente ha sempre liberato il popolo d'Israele e riconoscendo che Lui può sovvertire ogni cosa. Il digiuno è strumento per far sì che Dio ascolti la voce e la richiesta di coloro che pregano. In questo caso la liberazione dall'imminente pericolo di eliminazione da parte dell'esercito del Re, mal consigliato dal suo aiutante Amàn.

“Perché”, dicono essi, “quando abbiamo digiunato, non ci hai visti? Quando ci siamo umiliati, non lo hai notato?” Ecco, nel giorno del vostro digiuno voi fate i vostri affari ed esigete che siano fatti tutti i vostri lavori. (Isaia 58:3)
Nel capitolo 58 del profeta Isaia è descritto il "digiuno" gradito al Signore ed è mostrato come un tempo di rinuncia e di separazione dalle faccende quotidiane perché la propria voce sia udita da Dio. 

Il digiuno richiesto al popolo dalla regina Ester consisteva in un digiuno di intercessione a favore della regina stessa, perché l'Eterno le concedesse successo nel suo intento di salvare il popolo dallo sterminio. 
«Va', raduna tutti i Giudei che si trovano a Susa, e digiunate per me, state senza mangiare e senza bere per tre giorni, notte e giorno. (Ester 4:16a)

## Origine biblica

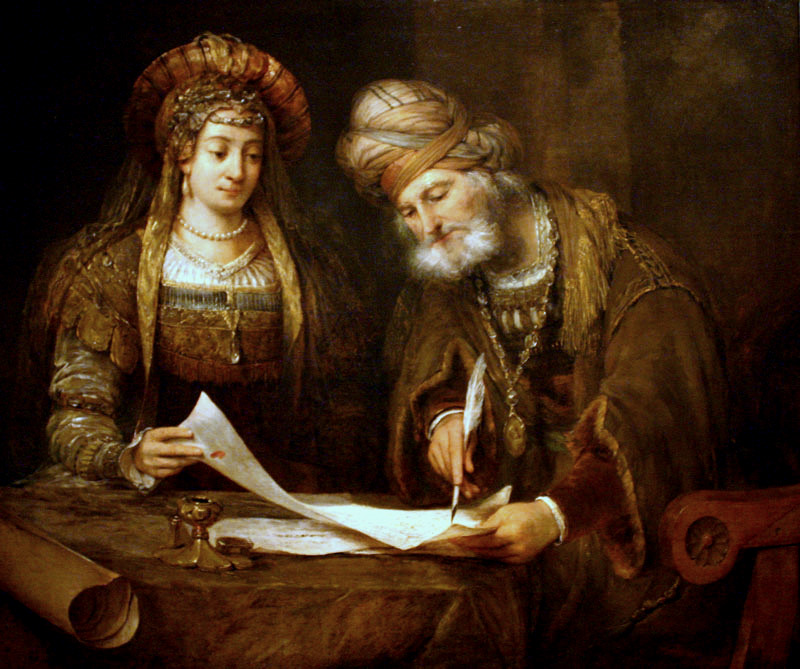
Ester e Mardocheo scrivono agli Ebrei per stabilire la festa del Purim (Aert de Gelder, 1675)

Durante la festività, il giorno dopo il digiuno, viene letto l'intero Libro di Ester (in ebraico מגילת אסתר, meghillàt Estèr, letteralmente "rotolo di Ester"), uno dei libri storici che compongono i Ketuvim.
Secondo il racconto, Mardocheo salvò re Assuero da un complotto di corte. Il Re lo elevò al rango di funzionario, scatenando le invidie di Amàn, il potente consigliere del Re. Re Assuero diede una serie di banchetti in onore dei dignitari dei regni mediorientali e, di fronte al rifiuto della regina Vasti, sua moglie, di presenziare ad uno dei banchetti, decise di prendere una nuova moglie a cui conferire il rango di regina per non rimanere umiliato di fronte al mondo.
Mardocheo, allora, portò alla corte del Re anche sua cugina Ester, orfana, che incontrò le grazie del Re. Ester divenne la regina. Nuovamente, Mardocheo venne a conoscenza di un complotto contro il Re e lo fece avvertire da Ester, che si guadagnò il rispetto del re.
In quegli stessi giorni, Amàn venne elevato al massimo rango e da quel giorno tutti dovevano inginocchiarsi e prostrarsi in sua presenza. Unico a non prostrarsi rimase Mardocheo poiché, in quanto Ebreo, rispettava il precetto di non prostrarsi se non di fronte al proprio Dio. Amàn avvampò d'ira e, saputa l'origine di Mardocheo, piuttosto che rivalersi su di lui, decise di sterminare l'intero popolo ebraico.
Amàn così parlò al Re: 

L'editto del Re, secondo il consiglio di Amàn, venne diramato in tutto il regno, gettando nello sconforto e nella disperazione l'intero popolo ebraico. Mardocheo chiese alla cugina Ester di potersi recare dal Re a chiedere grazia per il suo popolo, ma lei gli rispose che nessuno, se non chiamato, poteva recarsi dal Re, pena la morte. Mardocheo fece dire ad Ester: 
Ester, convinta delle ragioni di suo cugino Mardocheo, gli mandò a dire: 
Per i tre giorni seguenti Ester, Mardocheo e tutto il popolo ebraico osservarono il digiuno ed implorarono la clemenza del Signore verso il proprio popolo. Ester si recò dal Re al termine del digiuno e lo pregò di offrire un banchetto e di invitare anche il perfido Amàn.
La notte il Re non riuscì a prendere sonno e chiese che gli venisse letto il libro delle cronache nel quale era registrato il servigio che Mardocheo aveva reso al Re. Subito dopo la lettura del passo relativo, Amàn si presentò al Re per chiedere che Mardocheo venisse impiccato. Ma il Re chiese ad Amàn cosa si dovesse fare per onorare un uomo. Amàn rispose pensando che il Re volesse onorare lui stesso. Al termine della risposta il Re ordinò ad Amàn di fare quanto appena detto in onore di Mardocheo.

Amàn, divenuto una furia, fece come comandato e tornò alla propria casa. Non appena arrivato, giunsero gli eunuchi del Re che lo accompagnarono al banchetto. Durante il bachetto, la Regina Ester chiese: 
 
Il Re di rimando le chiese: 

Ed Ester: 
Amàn fu impiccato a quello stesso palo, che aveva fatto preparare per Mardocheo, e furono uccisi in seguito anche tutti i suoi figli. Mardocheo ne prese il posto come consigliere del Re e istituì, con cadenza annuale, la commemorazione della salvezza degli ebrei dall'annientamento.

## Periodo
Purim cade nel XXI secolo (calendario gregoriano) nei seguenti giorni:
| Calendario gregoriano                      |
| ------------------------------------------ |
| 24 febbraio: 2013 e 2089                   |
| 25 febbraio: 2070                          |
| 26 febbraio: 2002, 2021, 2032, 2051 e 2097 |
| 27 febbraio: 2059 e 2078                   |
| 28 febbraio: 2010, 2040, 2048 e 2086       |
| 1 marzo: 2018, 2029, 2037, 2067 e 2075     |
| 2 marzo: 2056, 2064 e 2094                 |
| 3 de marzo: 2026 e 2045                    |
| 4 marzo: 2007, 2053, 2072, 2083 e 2091     |
| 5 marzo: 2015, 2034 e 2080                 |
| 6 marzo: 2042, 2061 e 2099                 |
| 7 marzo: 2004, 2023, 2069 e 2088           |
| 8 marzo: 2012, 2050 e 2096                 |
| 9 marzo: 2001, 2031 e 2077                 |
| 10 marzo: 2009, 2020, 2039 e 2058          |
| 11 marzo: 2066 e 2085                      |
| 12 marzo: 2017, 2028, 2047 e 2093          |
| 13 marzo: 2036, 2044 e 2074                |
| 14 marzo: 2006, 2025 e 2055                |
| 15 marzo: 2033, 2052, 2063, 2071 e 2082    |
| 16 marzo: 2014, 2060 e 2090                |
| 17 marzo: 2022, 2041 e 2079                |
| 18 marzo: 2003, 2049, 2068, 2087 e 2098    |
| 19 marzo: 2030 e 2076                      |
| 20 marzo: 2011, 2057 e 2095                |
| 21 marzo: 2008, 2019, 2038 e 2084          |
| 22 marzo: 2046 e 2065                      |
| 23 marzo: 2027, 2073 e 2092                |
| 24 marzo: 2016, 2024 e 2054                |
| 25 marzo: 2005, 2035, 2081 e 2100          |
| 26 marzo: 2043 e 2062                      |

Come per tutte le altre feste ebraiche, l'inizio della festa coincide con il tramonto del giorno precedente.

## Usi odierni

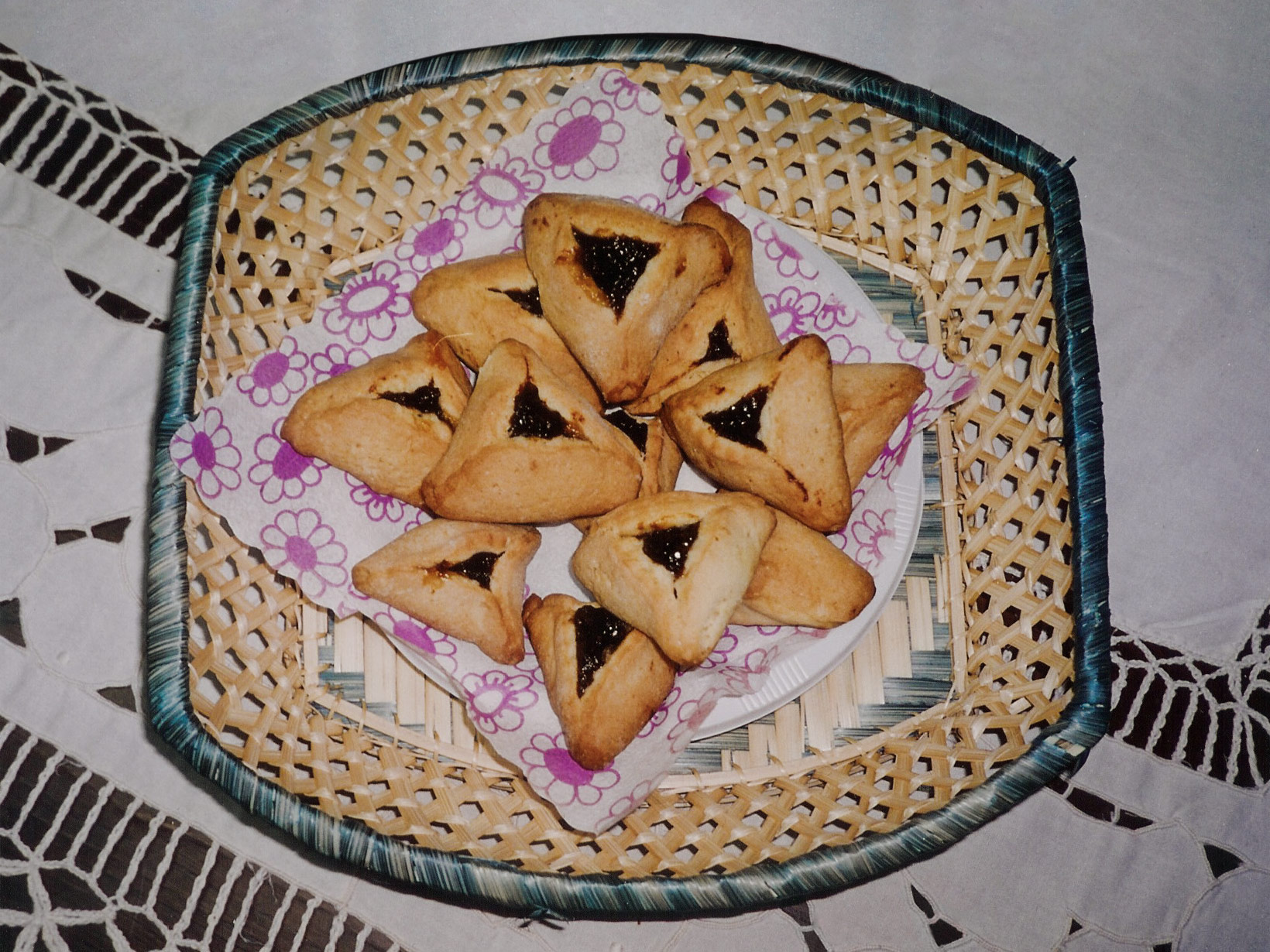
Gli hamantash, dolci tipici del Purim

Durante lo shabbat che precede il Purim, si legge, oltre alla parasha della settimana, anche il brano del Deuteronomio (25;17-19) in cui si racconta dell'attacco subito dagli ebrei in fuga dall'Egitto da parte della tribù di Amalek, avo del perfido Amàn.
Anche nella Haftarà, la lettura richiama Amàn. Narra, infatti, la lotta tra Re Saul e Agag, Re di Amalek.
Il 13 di Adar si digiuna, ma se questa data dovesse coincidere con lo shabbat, il digiuno viene anticipato al giovedì precedente (11 di Adar). Nel giorno del digiuno, la formula della Amidà riflette la festività e viene estratto un rotolo della Torah sia durante la funzione di Shachrit che di Minchà. La sera di Purim si usa fare Tzedaka ed il ricavato delle donazioni va ai poveri della comunità.
La meghillà di Ester deve essere letta sia la sera del 13 che la mattina del 14 di Adar ed è mitzvah sia per i bambini che per le donne. La meghillà deve essere letta dal rotolo in pergamena per adempiere alla mitzvah. Durante la lettura, è d'uso fare molto rumore ogni qualvolta viene pronunciato il nome di Amàn.
Ad oggi, il Purim è caratterizzato da un’atmosfera carnevalesca, dove i giovani cantano, brindano e ballano per due giorni interi e si travestono con i costumi più svariati, in ricordo del ribaltamento della sorte del popolo ebraico. 
È usanza travestirsi, anche durante la funzione al tempio.

## Le Mitzvot
La festività di Purim si osserva con 4 mitzvot:
- Lettura della Meghilla: pubblica e dal rotolo, sia la sera del 13 di Adar che la mattina del 14;
- Dono di cibo Mishloach Manot: si usa donare a parenti ed amici dei piatti riempiti di cibi mangiabili subito, solitamente dolci e succhi, in modo che tutti possano essere felici e consumare un pasto;
- Dono ai poveri: preferibilmente direttamente ai bisognosi, ma in tutte le sinagoghe si organizzano raccolte comunitarie che verranno usate per fini assistenziali;
- Pasto festivo: è mitzvah fare un banchetto o comunque un pasto abbondante durante la giornata di Purim.